# OK Napredak Odžak
OK Napredak (ili HOK Napredak) je bosanskohercegovački odbojkaški klub iz Odžaka.

## Povijest
U sportskom životu Posavine posebno je mjesto oduvijek imala odbojka.
Tako je 1973. u Odžaku osnovan Odbojkaški klub "Odžak". Bilo je to na inicijativu skupine entuzijasta ovoga kraja, među kojima su bili Ivo Matić, Đorđe Stanojević, Marko Matić, Pero Božić, Sakib Podgorić, Jurica Božić, Himzija Ademović, Anto Petrić i dr. Klub je već sljedeće godine bio uključen u službeno natjecanje.
Povijest kluba bilježi 1982. godinu, kada je OK Odžak prešao u okrilje Sportskog društva Jedinstvo. Nastavio je natjecanje u okviru Republičke lige, u kojoj zauzima treće mjesto.
Plasman u tadašnju Drugu ligu uslijedio je 1987., a u okviru svoje prve drugoligaške sezone, klub iz Odžaka zauzima treće mjesto. Mjesto u samom vrhu osiguran je za naše odbojkaše i kasnijih godina, sve do Domovinskog rata. 
Rat je odbojku ovog kraja, kao i sve ostalo - vratio na početak.
Da bi se nakon povratka u Odžak ponovno počela aktivno igrati odbojka u ovome kraju, bila je potrebna samo jedna godina. To vrijeme je utrošeno za konsolidaciju i prikupljanje snaga, a 1997. na inicijativu Ive Matića, dr. Miroslava Ratančića, Pere Čalušića, Ivana Vilića, Joze Jazvića i drugih, osniva se Hrvatski odbojkaški klub "Napredak".
Prvi trener poslijeratne odbojke u Odžaku bio je Pero Čalušić, a prvu natjecateljsku sezonu (98./99.) "Napredak" završava na drugom mjestu Lige Herceg-Bosne, iza oraškog "Hrvatskog dragovoljca". U toj sezoni, boje Napretka su branili: Pero Čalušić, Mato Jović, Anto Šuver, Mato Zec, Ivan Vilić, Jozo Gudelj, Mladen Stanušić i Ilija Knežević.
Svoju zrelost i snagu odžačka ekipa pokazuje već sljedeće natjecateljske sezone, kada pojačana iskusnim Perom Stanićem i mladim Josipom Jazvićem i Antom Stanićem pokazuje svoju ambiciju - osvajanje prve titule.
Prva postava Napretka, koju su činili: Pero Stanić, Anto Stanić, Pero Čalušić, Josip Jazvić, Mladen Stanušić, Ivo Jazvić, Jozo Gudelj, Anto Šuver, Mato Zec, Ilija Knežević, Mato Čičak i Anto Tomić, ulazi početkom svibnja, nakon niza odličnih igara u prvenstvu, u završnicu u kojoj želi postići ono što je nedostižno i ekipama s neusporedivo duljom tradicijom i financijskom potporom - osvojiti pravo igranja u Europi. Ovaj put se to nije uspjelo, ali ...
Kasnije, godina 2002. će se pokazati kao prijelomna za klub. Te godine desila se transformacija kluba. Tako je novoformirani odbojkaški klub Potočani odveo veći broj igrača iz standardne postave HOK Napredak i uprava je morala krenuti iz početka.
14.06.2001. održana je Skupština kluba na kojoj je izabrana nova Uprava. Za predsjednika kluba je izabran Nedeljko Pišković, tajnik Albina Terzić, i članovi uprave: Jozo Jazvić, Drago Udovčić, Ivo Matić, Anto Gudelj, Tadija Vranjić, Ivo Lubina, Kata Vilić, Luka Jurić, Perica Zorica i Ljubo Manasov. Ova uprava je stavila sebi u zadaću izvršiti financijsku i igračku konsolidaciju i pronalaženje rješenja za novonastalu situaciju. Početkom rujna igračka križaljka je bila već riješena, a uprava je bila stabilizirala i financijske tokove.
Za trenera kluba imenovan je Radivoje Milošević iz Modriče, a trener ženskog kluba bio je Ivan Vilić. U klub je vraćena i iskusna igračica Maida Zulfić.
Iste godine klub se uključio u Odbojkaški savez BiH i započeo natjecanje u okviru Saveza BiH. Vrijeme je pokazalo da je naša ekipa bila najveće iznenađenje za sve poznavaoce odbojke. Ekipa se od početka nalazila u samom vrhu ljestvice, da bi u finalu play-off-a svoje dobre rezultate krunisala zauzimanjem prvog mjesta.
2002. godine klub se, kao prvak BiH, natjecao u europskom Top-Teams Kupu u Skopju. Na žalost bez nekih značajnijih rezultata. U narednim godinama do 2005. klub je uglavnom bio u vrhu bh-odbojke, da bi u sezoni 2005. – 2006. bio finalista play-off-a i zauzeo drugo mjesto.
U prvom mjesecu 2006. formirana je, na izvanrednoj skupštini, nova uprava kluba. Na čelu Uprave bio je Mijo Matanović, a ostali članovi uprave su: direktor kluba Nedeljko Pišković, tajnik Darko Kasap i  voditelj financija Janja Terzić. Nova uprava si je u svom godišnjem planu donijela odluke koje su vrlo bitne za rad kluba u narednom periodu, a to je izlazak kluba na euro natjecanje i podizanje kluba na viši nivo u organizacijskom smislu.
U sezoni 2006./2007. desile su se određene promjene unutar igračkog i trenerskog kadra: iz kluba je otišao trener Dragan Božić a na njegovo mjesto došao je iskusni Pero Stanić. Također, klub su napustili i igrači: Todorović, Tomić i Matić, a u klub su dovedena dva igrača iz Kaknja - Ćuran i Aganović. Sve ove promjene su izvršene s određenim cilje - osvajanje najmanje jedne od dvije titule.
Upravo se to i dogodilo OK "Napredak" u sezoni 2006/07. osvaja titulu prvaka Bosne i Hercegovine. 

## Navijači
Uragan je naziv za navijačku skupinu odžačkog "Napredka".